# 沁阳北大寺
35°5′42.14″N 112°56′11.36″E / 35.0950389°N 112.9364889°E
沁阳北大寺为位于中华人民共和国河南省沁阳市一座清真寺，由男寺和北寺两部分组成。沁阳北大寺始建年代不详，明万历八年重建，清朝增建，为河南省规模较大、保存完整的伊斯兰教建筑群。2006年被公布为第六批全国重点文物保护单位。

## 简介
沁阳北大寺以男寺为主体建筑，坐西朝东，轴线对称布局，三进三段，内存明清碑刻十余通。现存主体建筑有厦殿、南北讲堂、过厅、礼拜殿等。厦殿为大门，面阔三间，进深二间，为单檐歇山式建筑，孔雀蓝琉璃瓦覆顶，斗拱浮雕花卉，昂嘴雕透龙头。过厅建于清朝初年，面阔三间，进深一间，绿琉璃瓦覆顶，四隅为4座讲堂。礼拜殿由客厅、前后两重拜殿和窑殿作勾连搭式组合为一个整体，纵深36米。客厅为卷棚式歇山式建筑，拜殿前后两重，前殿为单檐歇山式建筑，后殿为单檐悬山式建筑，以黄、绿琉璃瓦覆顶。其斗拱均为五踩重昂，两山墙绘有壁画装饰。最后为窑殿，面阔三间，进深一间，室内分间作穹窿顶，共3室。窑殿除山壁方窗外，没有任何木质构件。殿顶为十字顶，其下各殿脊纵横交错，有70余个吻兽，和檐下镶嵌的枋、拱及垂莲柱均为三彩琉璃构件装饰。

## 图集

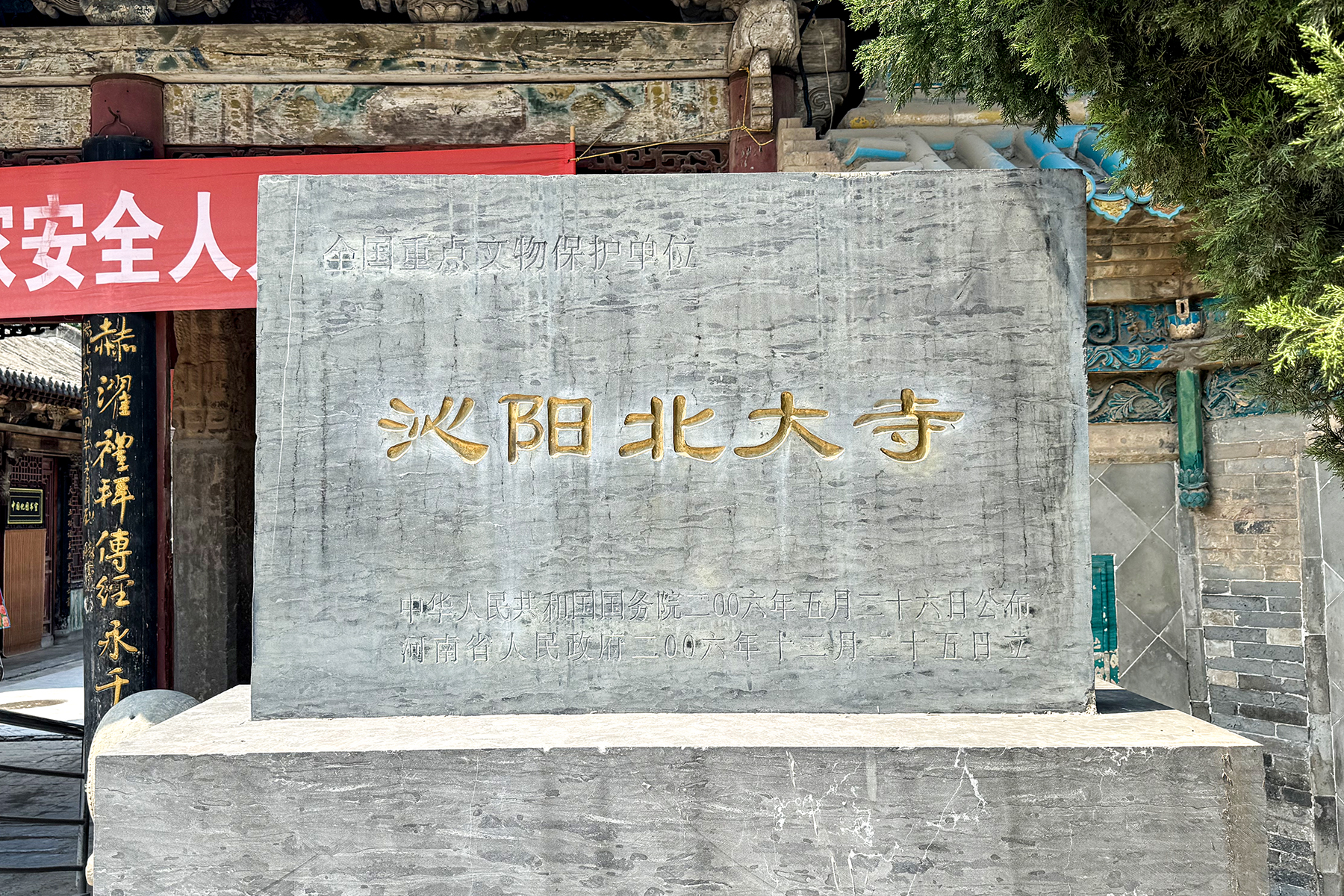
全国重点文物保护单位标示牌
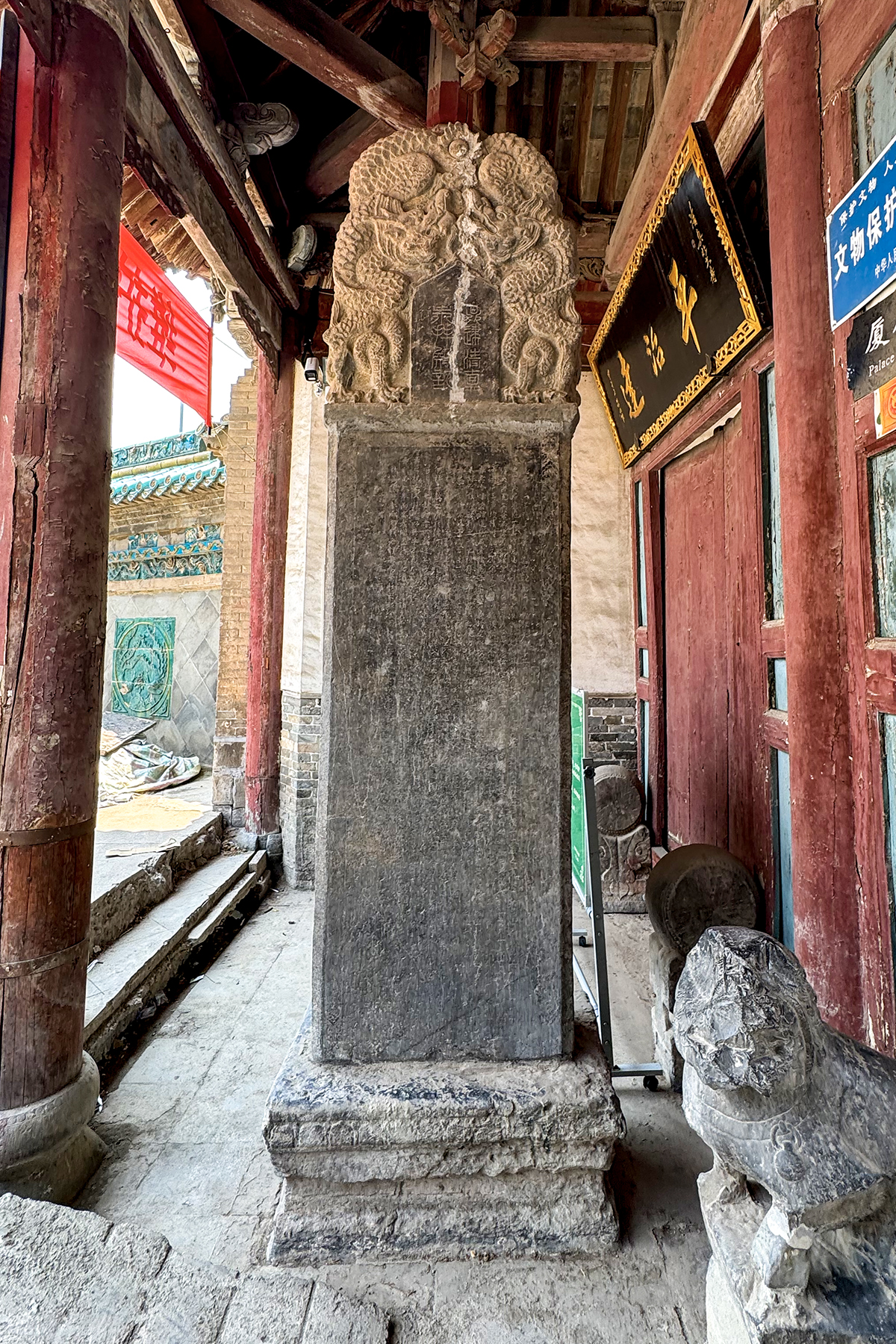
寺内的碑刻
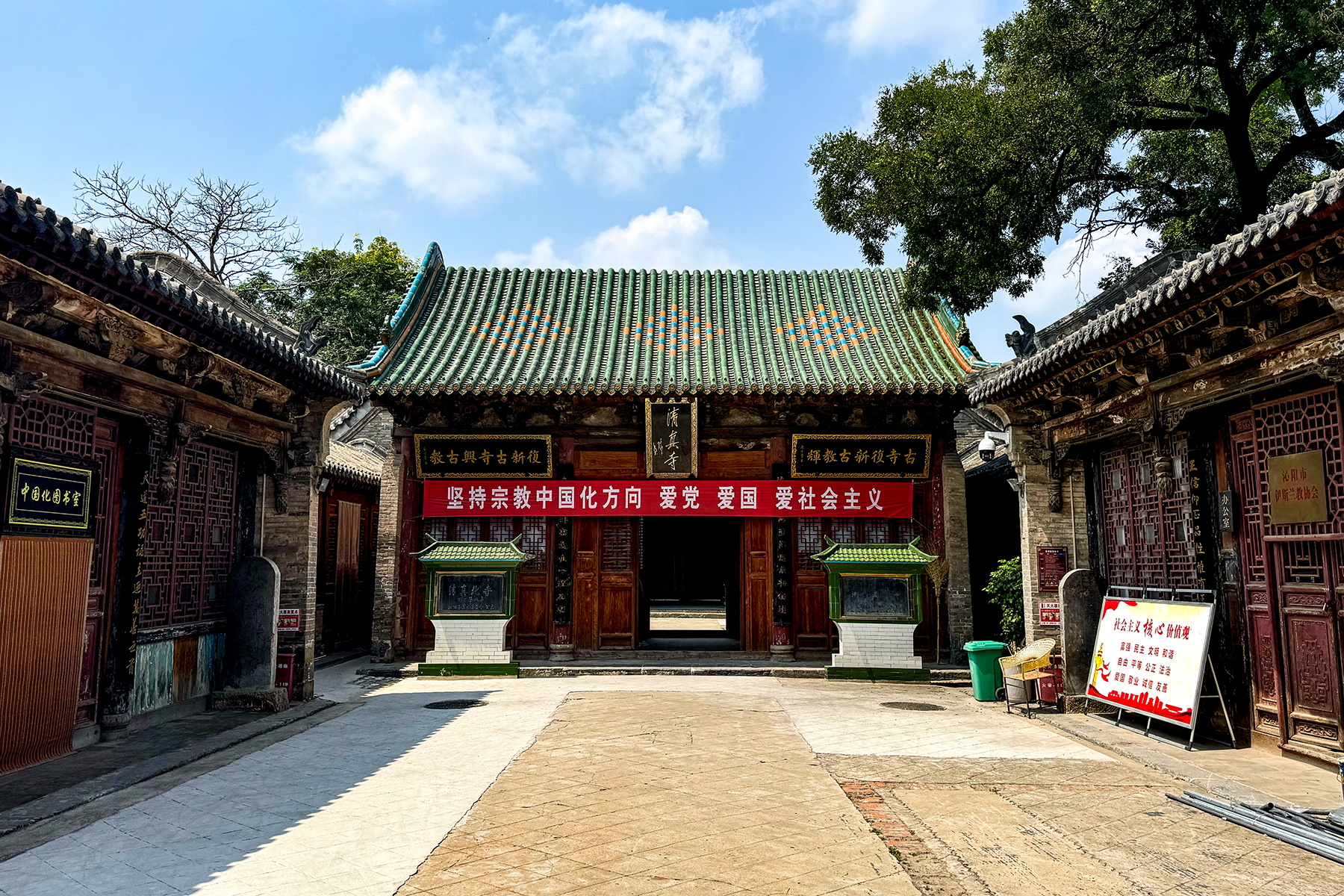
过厅
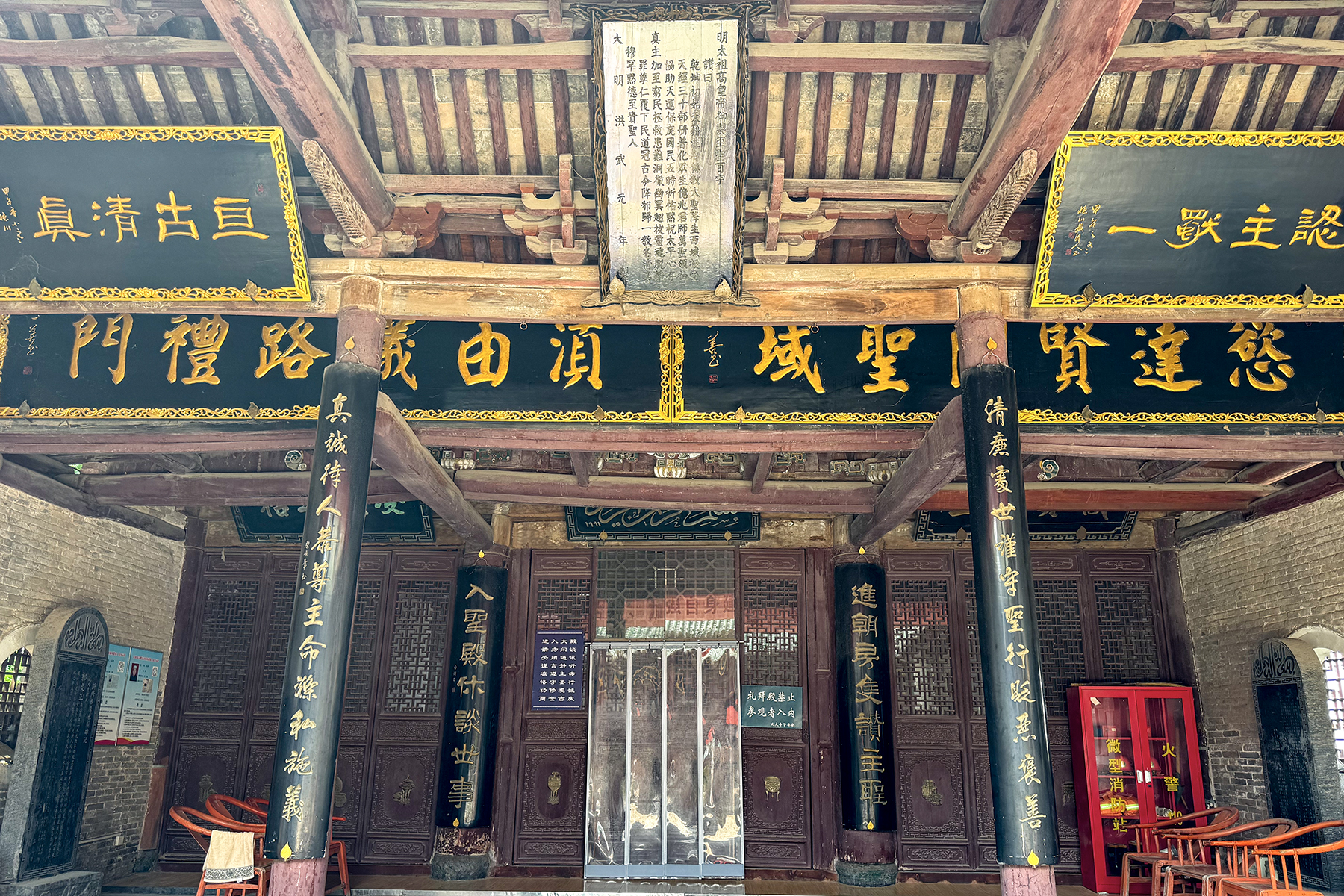
礼拜殿客厅内部
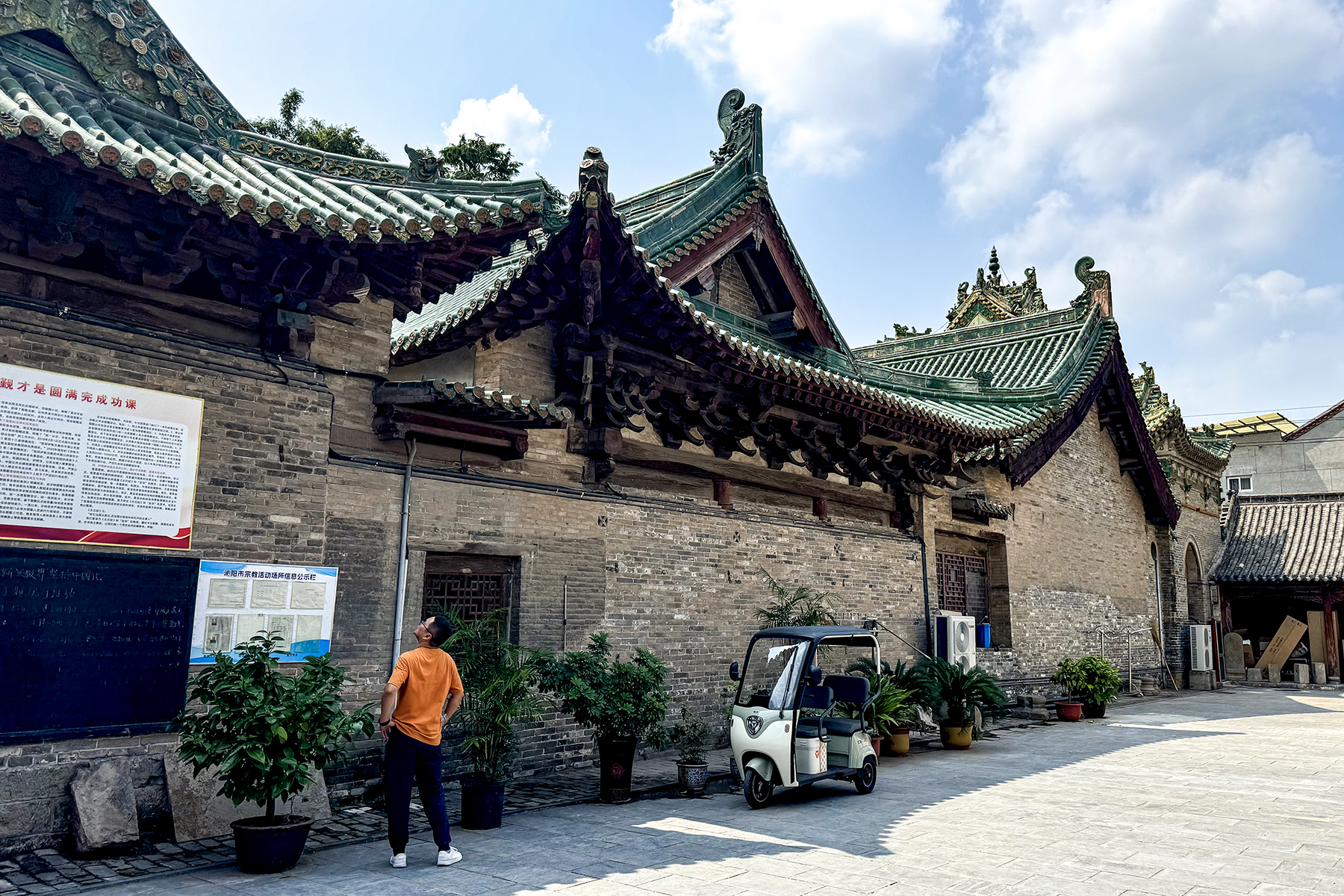
礼拜殿